# Salomonöarna i olympiska sommarspelen 1984
Salomonöarna deltog i de olympiska sommarspelen 1984 med en trupp bestående av tre deltagare, men ingen av landets deltagare erövrade någon medalj.

## Friidrott
Herrar
| Idrottare      | Gren                | Heat     | Heat      | Kvartsfinal      | Kvartsfinal      | Semifinal        | Semifinal        | Final            | Final            |
| Idrottare      | Gren                | Resultat | Placering | Resultat         | Placering        | Resultat         | Placering        | Resultat         | Placering        |
| -------------- | ------------------- | -------- | --------- | ---------------- | ---------------- | ---------------- | ---------------- | ---------------- | ---------------- |
| Johnson Kere   | Herrarnas 100 meter | 11,57    | 7         | Gick inte vidare | Gick inte vidare | Gick inte vidare | Gick inte vidare | Gick inte vidare | Gick inte vidare |
| Charlie Oliver | Herrarnas 800 meter | 1:53,22  | 6         | i.u.             | i.u.             | Gick inte vidare | Gick inte vidare | Gick inte vidare | Gick inte vidare |